# Kudde

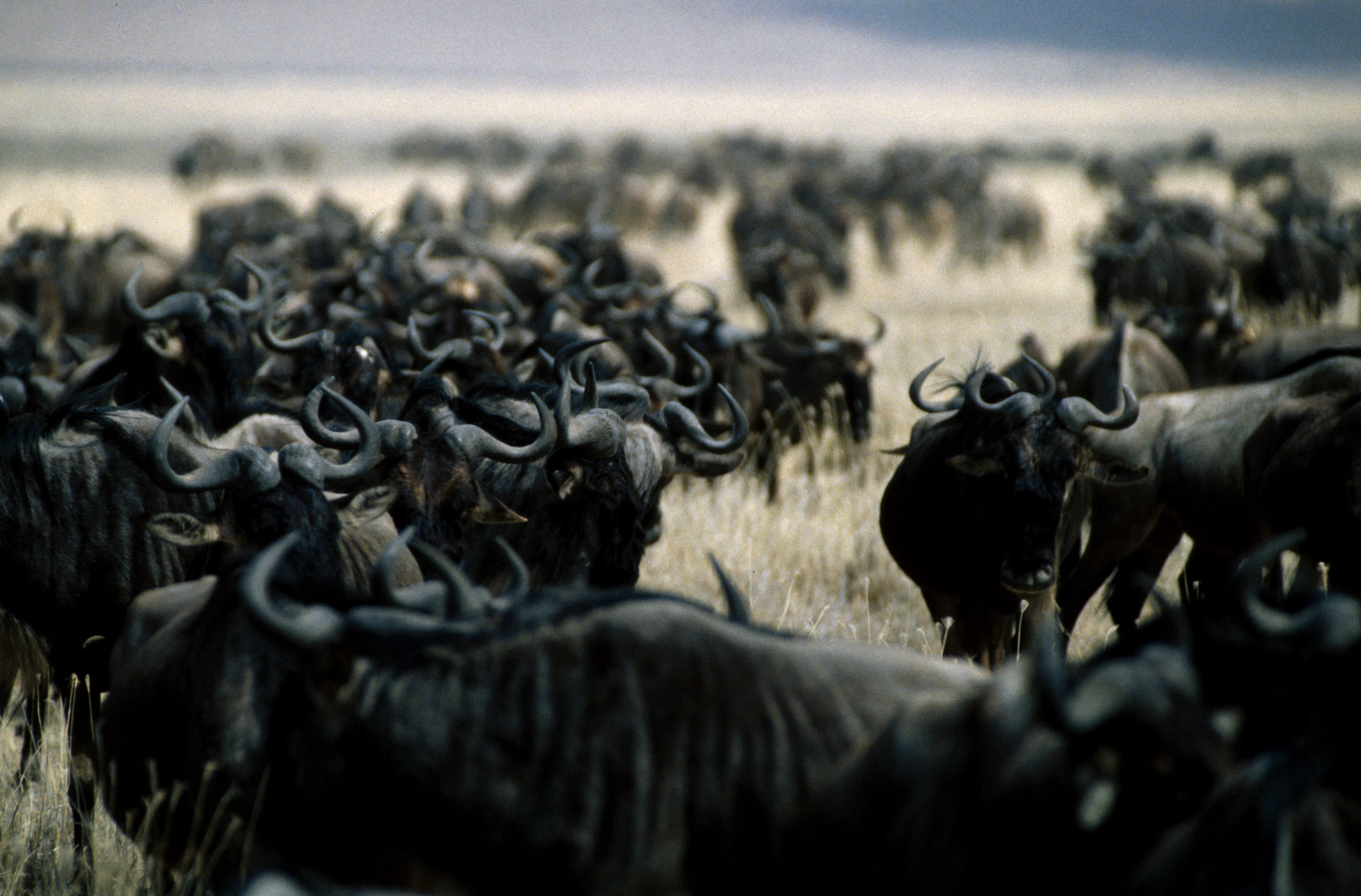
Een kudde gnoes

Een kudde is een groep gemeenschappelijk levende zoogdieren. Een kudde biedt de dieren bescherming. Terwijl een aantal dieren rustig aan het grazen is, houden andere dieren de wacht. Voor een roofdier is het veel moeilijker om een kudde aan te vallen dan een enkel dier. En mocht het gebeuren dat een roofdier toch een dier verschalkt, dan kan de rest zich uit de voeten maken terwijl de pechvogel wordt opgepeuzeld. 
Als een dier buiten de kudde terechtkomt, is het ten dode opgeschreven. Daarom is de strategie van roofdieren er dan ook vaak op gericht om een enkel dier, bij voorkeur een jong, oud of zwak dier, van de kudde te isoleren. Dit kan door bijvoorbeeld door zichzelf tussen de prooi en de rest van de kudde te plaatsen. 
Er is een rangorde in een kudde. Er is één duidelijke leider. Dit kan een mannelijk of een vrouwelijk dier zijn; dit hangt af van de diersoort. Jonge dieren staan altijd onderaan in de rangorde. Vaak worden de grootste en sterkste dieren aan de rand van de kudde geplaatst, terwijl de jonge dieren, die immers de meeste bescherming nodig hebben, in het centrum moeten blijven.
Het houden van kuddes vee was een belangrijke stap in de ontwikkeling van de mensheid: in plaats van te moeten jagen op dieren voor vlees, werd het mogelijk gemaakt het vlees in de buurt te houden. Het hoeden van vee in kuddes was een stap in de domesticatie van dieren. 